# Кромлех при Долни Главанак
Кромлехът при село Долни Главанак представлява древно мегалитно съоръжение от ранножелязната епоха (VIII-VII в. пр.н.е.). Изградено е от 15 пирамидални камъка, подредени в приблизителна окръжност.

## Местонахождение
Кромлехът е разположен на 2 километра западно от село Долни Главанак, община Маджарово. До него се достига по екопътека, започваща от информационен център (41°41′03.21″ с. ш. 25°48′27.48″ и. д. / 41.684227° с. ш. 25.807634° и. д.), намиращ се на шосето между селата Долни Главанак и Тополово. Екопътеката е с приблизителна дължина от 500 метра.

## Откритие
Култовото съоръжение (кромлех) е разкрито по време на археологически разкопки през 1998 г. от доц.Георги Нехризов, като днес е запазено в сравнително добро състояние.

## Описание и особености
Култово съоръжение от вертикално положени големи, грубо оформени блокове от твърда вулканична скала (риодацит) с височина 1,50 – 1,70 m и средни размери при основата – 0,80 х 0,50 m. Средната ширина на всеки от тях е около 1 m, дебелина 0,5 m. Отстоят един от друг на приблизително равни разстояния от около 90 cm. Блоковете (менхири) образуват неправилна окръжност с диаметър около 10 m. In situ са запазени 9 блока, а три са паднали близо до мястото, което са заемали, още два или три липсват. Между вертикалните блокове хоризонтално са положени по-малки. В близост до основното съоръжение са открити два по-малки каменни кръга, съответно с диаметри 5 m и 3 m. Те са съставени от значително по-малки обли камъни, които се издигат на не повече от 20 – 30 cm над земята.
Археологическото проучване установява културен пласт с дебелина 0,6-0,7 m с черен цвят и висока концентрация на археологически материали (керамика, животински кости, фрагменти мазилка, кремъчни конкреции). По време на археологическото проучване са открити и бронзова фибула, част от желязна фибула, бронзова игла и железни остриета от ножчета. Проучени са и двете по-малки съоръжения в м. Бунар алтъ, където са разположени всички култови обекти тип кромлех. Обектът е включен в Археологическата карта на България под № 1590055..